# Бюро промышленности и безопасности США
Бюро промышленности и безопасности (англ. Bureau of Industry and Security (BIS)) — агентство Министерства торговли США, которое занимается вопросами, касающимися национальной безопасности и высоких технологий. Бюро возглавляет заместитель министра торговли по промышленности и безопасности.
Задача бюро — продвигать экономические интересы и национальную безопасность США. Деятельность включает в себя регулирование экспорта товаров и технологий двойного назначения, обеспечение соблюдения законов об экспортном контроле, мониторинг жизнеспособности оборонно-промышленной базы США, установление связей между государственным и частным секторами для защиты инфраструктуры страны.

## Экспортный контроль
Бюро поддерживает классификатор экспорта (англ. Export Control Classification Number (ECCN)), который включает в себя множество чувствительных для безопасности товаров и технологий. Этот классификатор определяет необходимость разрешения на экспорт от Министерства торговли. Как правило, экспортер или другой резидент США, получающий выгоду от экспорта, отвечают за правильную классификацию экспортируемого товара. Определен ряд исключений, когда классификацию выполняют сотрудники бюро, например экспорт технологий с криптографией.
Помимо требований к экспортерам бюро ведет работу с импортерами и потребителями чувствительных товаров и технологий из других стран, требуя от них гарантий добросовестного использования и подтверждений об использовании по всей цепочке поставок. Бюро ведет соответствующие лицензирование иностранных потребителей американских технологий и проводит выборочный контроль компаний и прохождения товаров вне территории США. Поддерживаются соответствующие списки добросовестных и недобросовестных иностранных компаний.
Контроль за экспортом ряда товаров не входит в компетенцию Бюро. Например, экспорт вооружений и боеприпасов находится в ведении Государственного департамента США.
16 мая 2022 г. помощник министра торговли США Мэтью Акселрод заявил, что правительство США планируют увеличить штрафы и другие виды наказаний для компаний, нарушающих правила экспортного контроля, установленные для таких стран, как Россия и Китай, а также привлечь к ответственности тех, кто не играет по правилам.
17 мая 2022 г. официальный представитель МИД КНР Ван Вэньбинь заявил, что правительство Китая крайне негативно относятся к планам США ужесточить штрафы для нарушителей правил экспортного контроля в РФ и Китай. Он также отметил, что Вашингтон «злоупотребляет силой государственного аппарата» для оказания давления на предприятия и государства, не имея каких-либо объективных оснований, которые могли бы стать оправданием подобной политики.

## Организация
Бюро возглавляет заместитель министра торговли и промышленности. У него в подчинении:
- Помощник заместителя министра торговли и промышленности
- Помощник министра торговли по экспортному администрированию
  - Управление национальной безопасности и контроля трансфера технологий (англ. Office of National Security and Technology Transfer Controls).
  - Управление по нераспространению и соблюдению договоров (англ. Office of Nonproliferation and Treaty Compliance).
  - Управление стратегических отраслей и экономической безопасности (англ. Office of Strategic Industries and Economic Security).
  - Управление поддержки экспортеров (англ. Office of Exporter Services).
  - Управление по оценке технологий (англ. Office of Technology Evaluation).
- Помощник министра торговли по контролю за экспортом
  - Управление по контролю за экспортом[англ.] (англ. Office of Export Enforcement).
  - Аналитический отдел (англ. Office of Enforcement Analysis).
  - Управление по борьбе с принудительными ограничениями (англ. Office of Antiboycott Compliance).

### Задачи Бюро
Основной задачей BIS является безопасность Соединённых Штатов, которая включает национальную безопасность, экономическую безопасность, кибербезопасность. BIS старается предотвратить распространение оружия массового уничтожения и средств их доставки, чтобы остановить распространение оружия для террористов.
В дополнение к национальной безопасности, функцией BIS является обеспечение здоровья американской экономики и конкурентоспособности американской промышленности. BIS способствует развитию сильной оборонно-промышленной базы, которая может разрабатывать и предоставлять технологии, которые позволят Соединённым Штатам сохранить своё военное превосходство.

### Международное сотрудничество
Международное сотрудничество имеет решающее значение для деятельности бюро. BIS считает, что международное сотрудничество имеет решающее значение при контроле за распространением опасных товаров и технологий, защите критически важных инфраструктур и обеспечении существования сильной оборонной промышленности.